# 妻の心
„妻の心“ („Сърце на съпруга“) е японски филм от 1956 година, драма на режисьора Микио Нарусе по сценарий на Тоширо Иде.
В центъра на сюжета е млада жена в следвоенна Япония, която се опитва да открие собствен ресторант, привлечена е силно от кредитния си инспектор, но предпочита да запази брака си със своя лекомислен съпруг. Главните роли се изпълняват от Хидеко Такамине, Кейджу Кобаяши, Тоширо Мифуне.